# Habia atrimaxillaris
Habia atrimaxillaris là một loài chim trong họ Cardinalidae.